# فريتز زفيكي
فريتز زويكي (14 فبراير 1898 - 8 فبراير 1974)، عالم فلك سويسري. عمل معظم حياته في معهد كاليفورنيا للتكنولوجيا في الولايات المتحدة الأمريكية، حيث قدم العديد من المساهمات المهمة في علم الفلك النظري والرصدي. في عام 1933، كان زويكي أول من استخدم مبرهنة فيريال لافتراض وجود مادة مظلمة غير مرئية، اطلق عليها اسم (dunkle Materie) والتي تعني مادة مظلمة.

## حياته
عاش بعد بلوعغه سن السادسة مع أجداده في مدينة جلاروس لكي يدخل المدرسة. وحصل على تعليمه الثانوي في زيوريخ بسويسرا . درس في الجامعة على أيدي أوجوست بيكارد وألبرت أينشتاين بين عامي 1917 - 1925 الرياضيات والفيزياء التجريبية .

## أعماله

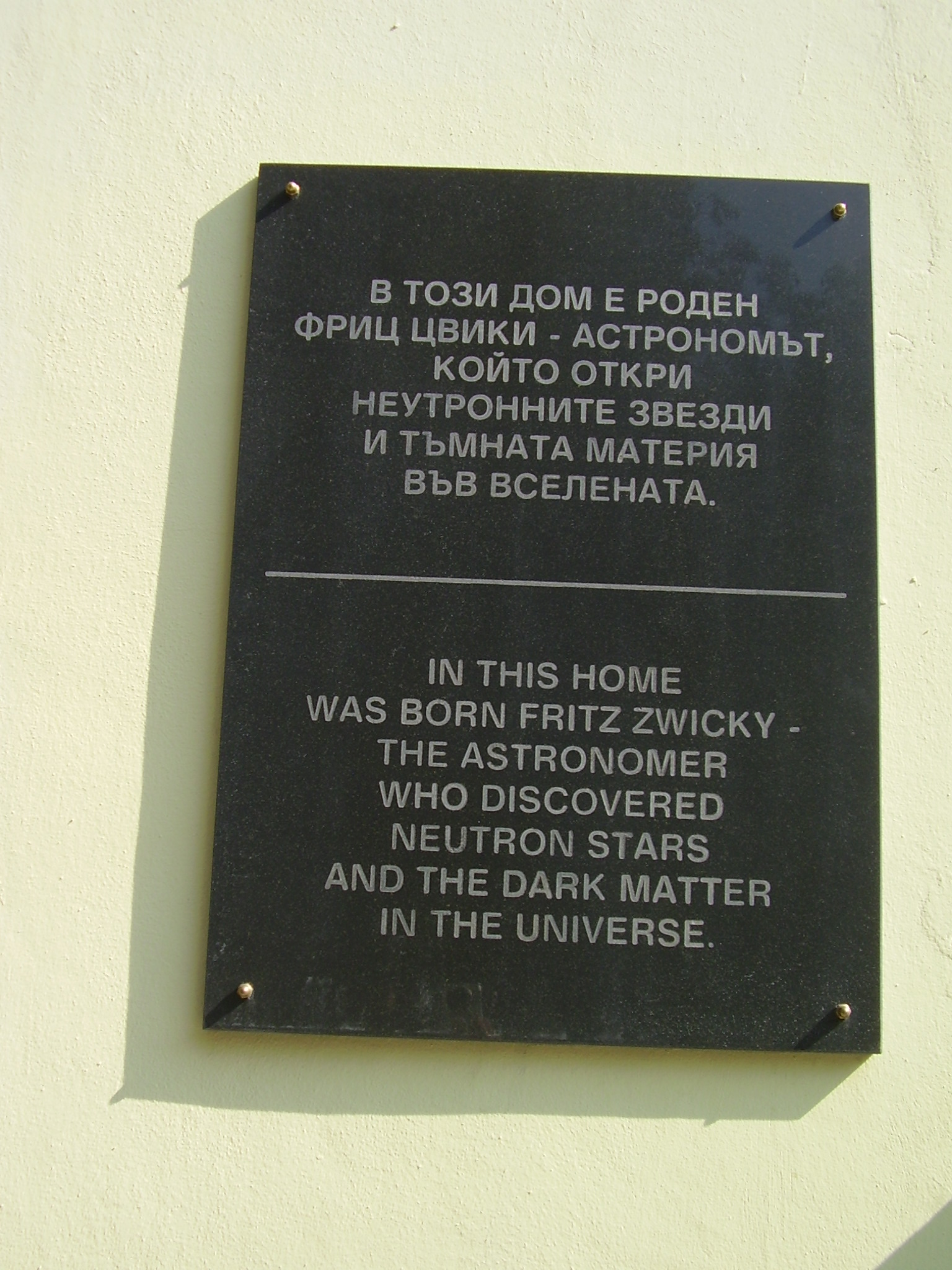
لوحة شرف في مكان ولادته بوارنا ، وهو عالم الفلك الذي اكتشف النجوم النيوترونية والمادة المظلمة.

قدم فريتس زفيكي أفكارا جديدة ووضع علامات بارزة في تطور علم الفلك ، حيث قام بدراسة المجرات ونظم النجوم . وفي عام 1938 اقترح افتراض أن النجوم النيوترونية تنشأ عن انفجار مستعر أعظم وأثبت ذلك في نظرية بالتعاون مع زميله والتر بادي .
أدت دراساته على المجرات إلى حتمية وجود المادة المظلمة ، وقام باكتشاف 123 من المجرات وهو كبير عدد لم يكتشفه فيزيائي منفرد من قبل .
يرجع إليه أن سديم السرطان إنما هو مستعر أعظم 1054 وسجله العلماء الصينيون في وقته عام 1054 .
قام بإنشاء فهرس المجرات وتجمعات المجرات CGCG.

## وصلات خارجية
- فريتز زفيكي على موقع الموسوعة البريطانية (الإنجليزية)
- فريتز زفيكي على موقع مونزينجر (الألمانية)
- فريتز زفيكي على موقع إن إن دي بي (الإنجليزية)